# 中西秀長
中西 秀長（なかにし ひでなが、生年不詳 - 慶安3年8月11日（1650年9月6日））は、江戸時代初期の薩摩藩士。諱は秀長。通称は弥兵衛。官位は正六位長門守。猿楽の名人。はじめ豊臣秀次家臣。一時期呉服商。

## 来歴
近江国小幡村の領主の子孫である小幡弥兵衛宗以の子。諱は秀長。12歳の時に豊臣秀次に奉仕していた。のちに浪人となって上京、呉服商となり、家号を虎屋と称す。慶長年中は虎屋または小幡氏を称す。薩摩藩に移って後も、しばらく「虎屋」を称していたため、かつて中西秀長の屋敷のあった通りに「虎屋の馬場」という名がついた。
のちに猿楽の名人であるが故に、島津忠恒に300石で仕官す。のちに1000石となる。征夷大将軍徳川家光の薩摩藩桜田藩邸御成の際は猿楽を披露する。また、薩摩藩に金春八郎大夫厳達、大坂本願寺坊官下間少進法印に伝わる謡曲や舞踊を伝え、島津忠恒に猿楽を伝授した。
また禁裏より参内を命じられ、正六位、長門守を叙される。寛永年間に中西に改姓する。
墓は浄土宗知恩院の末寺、不断光院。法号は久遠院円日大居士。墓所から宗旨は浄土宗と思われる。また、息子は中西分右衛門（初め、弥左衛門。墓は父に同じ）、中西長門右衛門秀乗（墓は福昌寺）。子孫は代々、猿楽を世襲する。

## 年譜
- 慶長7年：島津忠恒に仕官。
- 慶長9年：禁裏より正六位、長門守を叙される。
- 元和6年：加増されて1000石となる。
- 寛永7年4月8日：徳川家光が薩摩藩桜田藩邸に御成となり、猿楽を披露す。
- 寛永13年：この年作成の「薩州鹿児島衆中屋敷御検地帳」によると、『新堀の上』に『中屋敷　3反6畝20分　中西長門守殿』とある。鎌田出雲守政統の屋敷が近くにあった。

## 系譜
- 父：小幡宗以
- 母：不詳
- 妻：不詳
  - 男子：中西分右衛門
  - 男子：中西秀乗